# فرايلاسنغ
فرايلايسنغ (بالألمانية: Freilassing) هي بلدة ألمانية تقع في ألمانيا في منطقة بيرشتسغادن.

## أعلام
- نيكو جورزيل